# Transformers One
Transformers One è un film d'animazione del 2024 diretto da Josh Cooley.
Ottavo film della serie, la storia si svolge in un universo parallelo, separato ma simile a quello della saga live-action e racconta le origini e la prima relazione tra Optimus Prime e Megatron. 
Con le voci di Chris Hemsworth, Brian Tyree Henry, Scarlett Johansson, Keegan-Michael Key, Steve Buscemi, Laurence Fishburne e Jon Hamm, il film è ambientato su Cybertron, il pianeta natale dei Transformers, e racconta le origini e la prima relazione tra Optimus Prime e Megatron.
Nel marzo 2015, dopo l'uscita di Transformers: Age of Extinction (2014), la Paramount Pictures incaricò Akiva Goldsman di allestire una writers' room per creare idee per potenziali futuri film di Transformers. Entro maggio 2015, Barrer e Ferrari avevano firmato come sceneggiatori e avevano avuto l'idea di un prequel animato ambientato su Cybertron. Il film fu annunciato nell'agosto 2017 e nell'aprile 2020 Cooley era stato assunto per dirigere. I servizi di animazione furono forniti da Industrial Light & Magic e il design fu principalmente influenzato dall'era della Generazione 1 e dall'Art Déco. La colonna sonora fu composta da Brian Tyler. 
Transformers One è stato presentato in anteprima a Sydney, in Australia, l'11 settembre 2024 ed è stato distribuito dalla Paramount Pictures negli Stati Uniti il 20 settembre. Il film ha ricevuto recensioni generalmente positive dalla critica, che ha elogiato la storia, l'animazione, le performance vocali, le sequenze d'azione e l'umorismo, ma ha avuto risultati inferiori al botteghino, incassando 129,4 milioni di dollari in tutto il mondo con un budget di 75-147 milioni di dollari..

## Trama
Cybertron è un pianeta abitato da robot senzienti alimentati da una sostanza chiamata Energon e dotati di ingranaggi di trasformazione, dispositivi che consentono loro di trasformarsi in veicoli e usare vari tipi di armi e abilità. Nella città di Iacon, Orion Pax, un robot minerario senza ingranaggio, si intrufola in un archivio e guarda un documentario sui Prime, i primi Cybertroniani realizzati direttamente dal loro creatore Primus. Le guardie di sicurezza catturano Orion, ma il suo migliore amico D-16 lo salva. Più tardi, si verifica un crollo nella miniera di Energon dove i due lavorano, intrappolando il collega minatore Jazz. Mentre Orion e D-16 lo salvano, il loro supervisore, Darkwing, incolpa dell'incidente il loro superiore, Elita-1 e la declassa alla gestione dei rifiuti. 
Il leader di Cybertron, Sentinel Prime, torna da una spedizione sulla superficie del pianeta, affermando di aver combattuto contro gli alieni invasori noti come Quintessenziali, non trovando però la Matrice del Comando andata perduta con la morte dei Prime (Orion cercava indizi su dove trovarla per aiutare il loro leader), e organizza una gara per festeggiare, dove partecipano solo i robot in grado di trasformarsi. Per dimostrare di essere più di semplici minatori, Orion e D-16 entrano illegalmente usando dei jet pack, ma perdono. Mentre Sentinel promette di ricompensarli per aver inavvertitamente aumentato il morale dei minatori, Darkwing li riassegna all'incenerimento dei rifiuti per averlo messo in ombra nella gara: qui incontrano l'eccentrico B-127, un robot chiacchierone, che essendo stato da solo per un tempo non chiarito si è costruito amici immaginari con i rifiuti. Dopo aver scoperto un chip in uno degli amici di B contenente un messaggio di soccorso da Alpha Trion, uno dei Prime, Orion convince D-16 e B-127 a viaggiare con lui verso le sue coordinate sulla superficie, convincendo in seguito anche Elita a unirsi a loro dopo che li sorprende mentre si intrufolano su un treno merci diretto proprio in superficie. 
I quattro alla fine trovano Trion disattivato in una caverna accanto ai cadaveri degli altri Prime, capendo che è il loro cimitero. Dopo che il gruppo lo riattiva con l’Energon, Trion rivela tramite un filmato tridimensionale che Sentinel era l’assistente dei Prime e che, nel tentativo di appropriarsi della Matrice, li uccise a tradimento durante una battaglia con i Quintessenziali; la Matrice però venne revocata da Primus, che ovviamente non lo ritenne degno di possederla. Strinse quindi un accordo con gli alieni, dando loro regolari rifornimenti di Energon estratto dalle miniere (che nel frattempo sta iniziando a scarseggiare) in cambio del permesso di governare il sottosuolo di Cybertron, facendo rimuovere gli ingranaggi dei minatori alla loro nascita per tenerli sottomessi; i quattro intanto, sentendo dei rumori esterni, scoprono che è tutto vero dopo aver visto l'ennesimo rifornimento di Sentinel ai loro nemici. Trion dona al gruppo gli ingranaggi di quattro dei Prime, consentendo loro di trasformarsi e usare armi e potenziamenti e un chip contenente le prove del tradimento di Sentinel. Subito dopo, però, Sentinel e le sue forze arrivano, catturando Trion e rifiutatosi di confessare dove è il gruppo viene ucciso. 
Sfuggendo ai loro inseguitori, la squadra tenta di tornare ad Iacon per screditare Sentinel pubblicamente, ma viene catturata dall'Alta Guardia, che costituisce sostanzialmente l’esercito di Cybertron, esiliatosi però in superficie dopo aver assistito al tradimento di Sentinel; il loro leader, Starscream, li informa di volerlo uccidere e di averli fatti catturare perché crede che siano sue spie. La rissa che ne consegue vede D-16 sconfiggere inaspettatamente Starscream, assumendo il comando dell'Alta Guardia e spronandola a seguirlo nella marcia su Iacon con l'obiettivo di uccidere Sentinel: Orion è visibilmente preoccupato dal repentino cambiamento del suo migliore amico, che dal canto suo gli rinfaccia di aver sempre vissuto in una menzogna e di non volersi più fidare di chiunque si definisca un leader. Le forze di Sentinel li trovano e nella battaglia che ne segue il chip con le prove viene distrutto, mentre D-16, B-127 e metà dell'Alta Guardia vengono catturati e riportati a Iacon. Elita incoraggia Orion a continuare a lottare, in quanto la cosa che sa fare meglio è portare la speranza anche nelle situazioni peggiori. Intanto i prigionieri vengono legati e portati da Sentinel; si scopre inoltre che egli è così potente perché, dopo aver ucciso a tradimento i Prime originali, sottrasse l’ingranaggio di trasformazione a Megatronus, il più forte di loro e idolo di sempre di D-16, tenendolo per sé; per sbeffeggiarlo, inoltre, gli marchia a fuoco il simbolo dello stesso ex Prime (la sua testa stilizzata).
Orion raduna i restanti membri dell'Alta Guardia e torna ad Iacon per salvare i loro compagni; una volta lì, convince i minatori a ribellarsi. Elita sconfigge la luogotenente e principale seguace in missione di Sentinel, Airachnid, e grazie alla sua memoria archiviata mostra al mondo la doppia vita del falso Prime. Dopo aver sconfitto Sentinel, tuttavia, Orion e D-16 (completamente accecato dalla rabbia) discutono se giustiziarlo o meno, con il risultato che quest'ultimo spara accidentalmente al primo, postosi di proposito davanti al nemico. Sebbene inizialmente inorridito, D-16 alla fine cede al suo lato oscuro e lascia cadere Orion dopo che i suoi occhi diventano rossi. Uccide poi Sentinel e prende l'ingranaggio di Megatronus, potenziandosi a dismisura e ribattezzandosi Megatron, per poi ordinare all'Alta Guardia di distruggere Iacon. Tutto ciò accade nello stesso momento in cui Orion precipita nel nucleo del pianeta: Primus e gli spiriti dei 13 Prime originali, grazie al suo nobile sacrificio, gli conferiscono la Matrice ritenendolo degno e resuscitandolo con il nome di Optimus Prime, tornato in superficie sconfigge Megatron dopo un combattimento quasi alla pari, per poi esiliare lui (che ha definitivamente rinnegato il suo ex migliore amico dopo aver appreso di non essere degno della Matrice) e l'Alta Guardia dalla città. 
Dopo che la Matrice ripristina i fiumi di Energon prosciugati di Cybertron e gli ingranaggi di tutti i robot rimasti, Optimus battezza i suoi seguaci Autobot e invia un messaggio in cui avverte i Quintessenziali di stare alla larga dal loro pianeta.
In una scena dei titoli di coda, B-127 torna dai suoi amici rifiuti per mostrare le sue nuove abilità, finendo per romperli.
Dopo i titoli di coda, invece, Megatron rinomina l'Alta Guardia in Decepticon, dopo aver marchiato ognuno dei soldati con la testa di Megatronus, e dichiara guerra a Optimus.

## Produzione
Il film è stato interamente realizzato in grafica computer 3D dalla Industrial Light & Magic, ritornando a lavorare su Transformers per la prima volta da Bumblebee.

## Promozione
Il primo trailer del film è stato proiettato al CinemaCon l'11 aprile 2024 e poi pubblicato in rete da Paramount Pictures il 18 aprile.

## Distribuzione
Originariamente prevista per il 19 luglio 2024, la distribuzione nelle sale nordamericane è stata posticipata al 13 settembre successivo e poi al 20 dello stesso mese. In Italia il film è stato presentato in anteprima il 24 luglio durante il Giffoni Film Festival, ed è uscito tramite Eagle Pictures il 26 settembre 2024.

## Accoglienza

### Incassi
Il film ha incassato 59054170 $ in Nordamerica e 69833933 $ nel resto del mondo, per un totale di 128888103 $. In Italia ha incassato 775917 €, con 107918 presenze.

### Critica
Su Rotten Tomatoes 162 critici esprimono un gradimento dell'89%, con un voto medio di 7,3 su 10. Su Metacritic il voto medio di 29 critici è di 64/100. Il critico cinematografico Alessio Baronci su SentieriSelvaggi apprezza il fatto che si tratta di "un progetto insolitamente maturo, violento, che ragiona di lotta di classe, post verità, controllo delle masse, fede".

## Riconoscimenti
- 2025 - Annie Award[12][13]
  - Candidatura per miglior voce in un film d'animazione a Brian Tyree Henry (ruolo: D-16/Megatron)

- 2025 - Kids' Choice Award[14]
  - Candidatura al miglior film d'animazione preferito

## Sequel
Ad aprile 2023, di Bonaventura ha dichiarato che si sta discutendo se Transformers One diventerà una trilogia di film. A giugno, ha confermato che la storia è pianificata per progredire in tre film, descrivendo in dettaglio la progressione dei personaggi nella loro rappresentazione nella serie di film live-action. Il produttore ha spiegato che la rappresentazione di Optimus Prime da parte di Hemsworth diventerà il leader raffigurato nelle puntate precedenti, affermando che la transizione dalla voce di Hemsworth a quella di Peter Cullen avrà senso all'interno della storia. A settembre 2024, di Bonaventura ha confermato che realizzeranno un sequel di Transformers One se il film si rivelerà un successo, con i registi che stanno già elaborando idee per un sequel incentrato sui personaggi come il suo predecessore.
Il 20 novembre 2024, in seguito alla scarsa performance del film, Hasbro ha annunciato che non avrebbe più cofinanziato gli adattamenti cinematografici dei propri prodotti e IP, lasciando invece il finanziamento di tali prodotti ad altri studi esterni
Brian Tyree Henry, che ha doppiato D-16/Megatron nel film, ha dichiarato il 15 dicembre 2024 di essere ottimista riguardo a un sequel di Transformers One, affermando: “Beh, non puoi avere un Transformers One nel titolo senza avere un Transformers Two, capisci cosa intendo?”.
Tuttavia nel giugno 2025 il regista Josh Cooley ha dichiarato che la Paramount non era interessata a realizzare un sequel, attribuendo tale disinteresse al basso rendimento del film al botteghino.